# Secăria
Secăria é uma comuna romena localizada no distrito de Prahova, na região de Muntênia. A comuna possui uma área de 46.27 km² e sua população era de 1310 habitantes segundo o censo de 2007.